# Wilczy dół

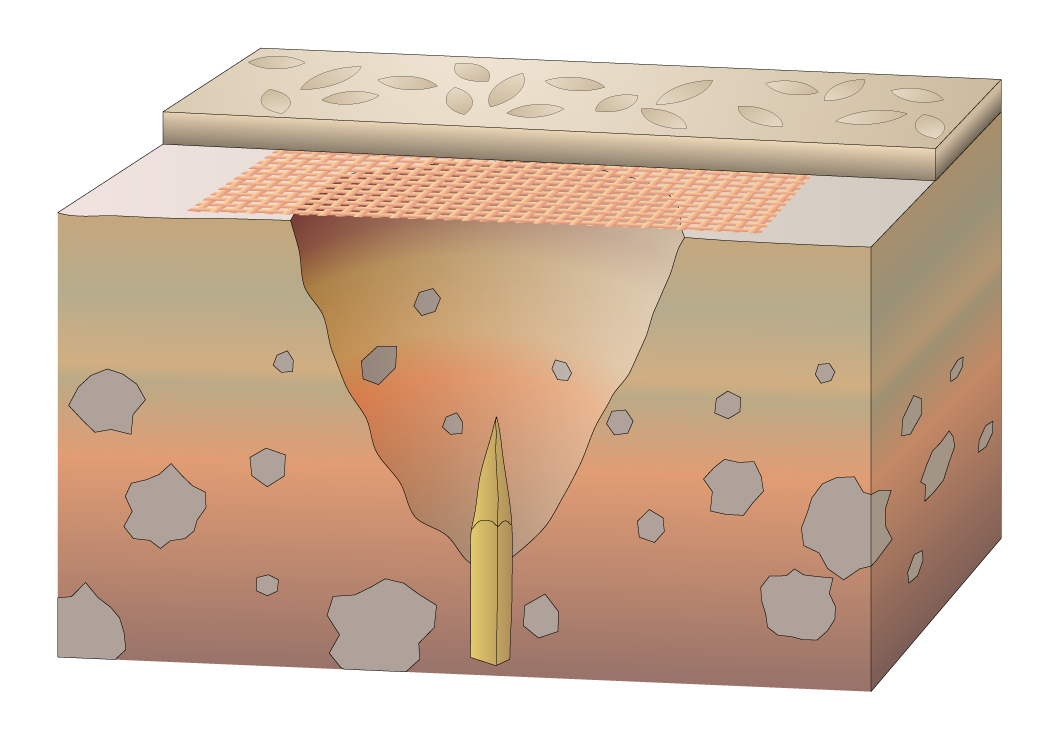
Przekrój wilczego dołu

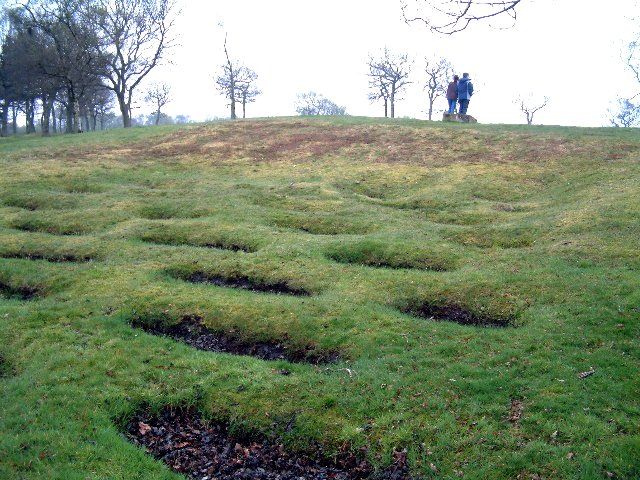
Pozostałości rzymskich wilczych dołów przy Wale Antonina (Rough Castle)

Wilczy dół – element fortyfikacji; przeszkoda w postaci wykopu (dołu, rowu) o stromych ścianach, z reguły zamaskowanego, czasami z ostrymi palami wbitymi pionowo w ziemię. Stosowane pojedynczo lub w zespołach. Miały na celu spowolnienie lub unieszkodliwienie przeciwnika.